# ساری‌چام (یورغیر)
ساری‌چام (به ترکی استانبولی: Sarıçam) یک منطقهٔ مسکونی در ترکیه است که در یورغیر واقع شده‌است.